# Palyavaam

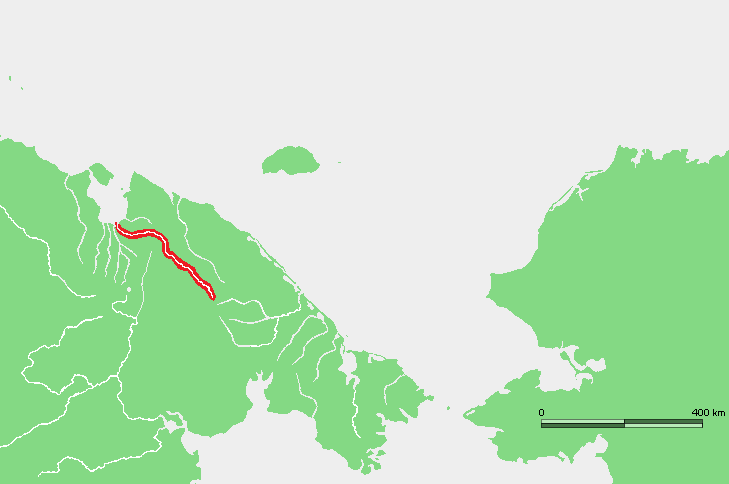
Vị trí dòng chảy sông Palyavaam.

Palyavaam (tiếng Nga: Паляваам) là một sông tại khu tự trị Chukotka tại Viễn Đông Nga. Sông chảy theo hướng tây, qua những khu vực lãnh nguyên Sibria có dân cư thưa thớt và đổ vào biển Đông East Siberi tại vịnh Chaunskaya. Cửa sông Palyavaam rất gần cửa sông Chaun.
Có một khu định cư nhỏ trong lưu vực sông mang tên Palyavaam.